# Université Hyperion
L'université « Hyperion » est une université située à Bucarest, en Roumanie, et fondée en 2002.